# Interstate 880 (Iowa)
Pour les articles homonymes, voir Interstate 880.
L'Interstate 880 (I-880) est une autoroute auxiliaire de l'Iowa. Son numéro a été créé en 2019 à partir d'un segment de l'I-680 afin de faciliter les déplacements de l'I-29 autour de Council Bluffs en prévision d'inondations de la rivière Missouri. Elle suit le même trajet que l'Interstate 80N (I-80N), laquelle reliait, à l'origine, l'I-29 et l'I-80 entre 1966 et 1973.

## Description du tracé

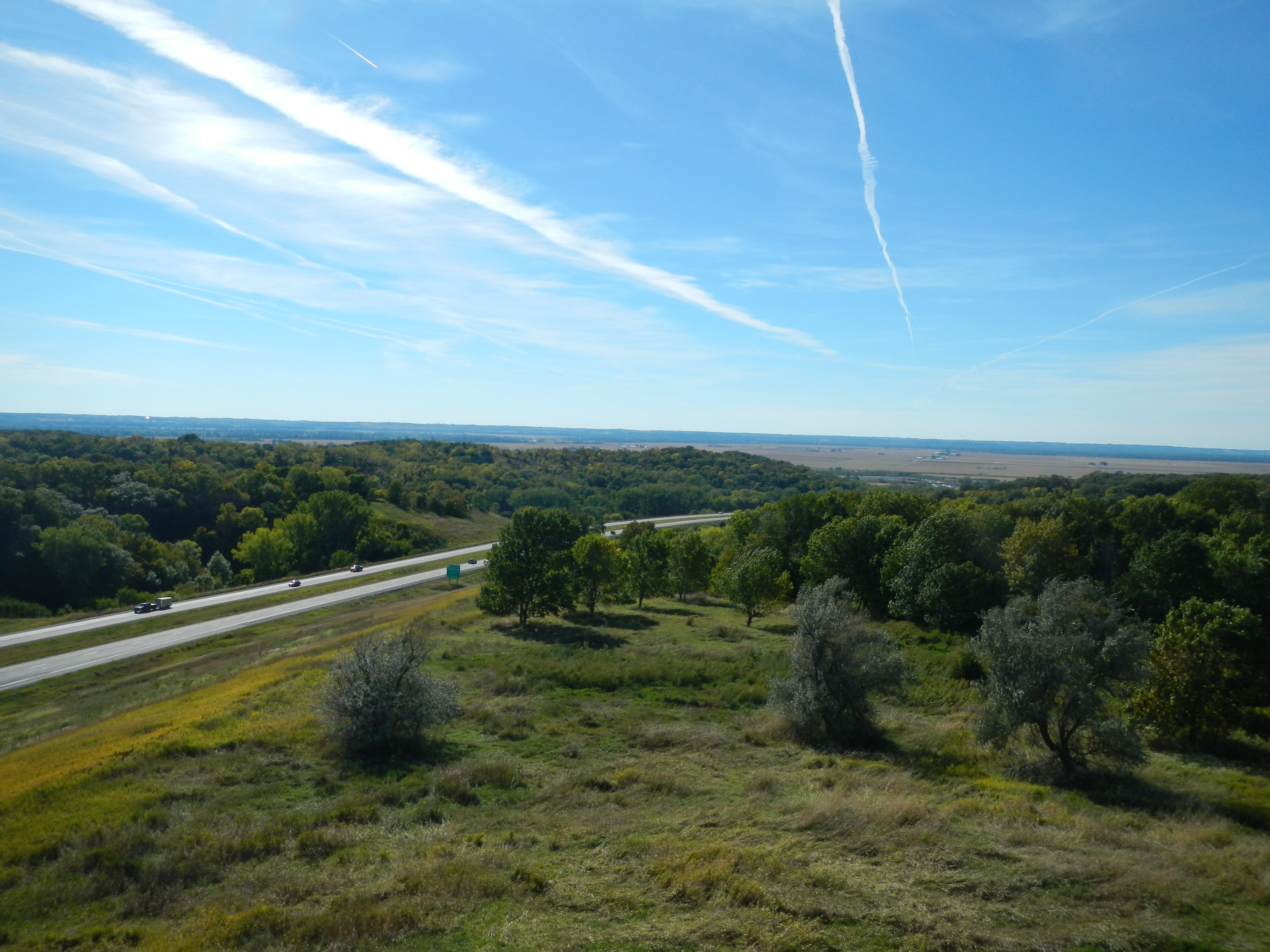
L'I-880, les collines Loess et la Vallée de la rivière Missouri depuis le belvédère de Loveland.

L'I-880 débute à un échangeur avec l'I-29 dans la plaine alluviale de la rivière Missouri près de Loveland. La route à quatre voies se dirige à l'est dans les collines Loess. Un belvédère d'observation pour les automobilistes en direction ouest existe à deux miles (3,2 km) à l'est de l'échangeur avec l'I-29. À l'est du belvédère se trouvent des aires de repos dans les deux directions. L'autoroute continue à l'est et croise quelques routes avant d'atteindre son terminus est à l'I-80, au nord-est de Neola.

## Liste des sorties
| Interstate 880 |                 |       |       |        |                                                 |                                         |
| Comté          | Municipalité    | mi    | km    | Sortie | Intersections / Destinations                    | Notes                                   |
| Pottawattamie  | Loveland        | 0,00  | 0,00  | 0      | I-29 vers I-680 ouest – Omaha, Sioux City       | Indiqué sortie 0A (sud) et 0B (nord)    |
| Pottawattamie  | Boomer Township | 8,15  | 13,14 | 8      | CR L34 – Logan, Beebeetown                      |                                         |
| Pottawattamie  | Neola           | 15,75 | 25,35 | 15     | Iowa 191 (en) nord / CR G8L sud – Neola, Persia |                                         |
| Pottawattamie  | Neola           | 16,57 | 26,66 | 16     | I-80 – Council Bluffs, Des Moines               | Indiqué sortie 16A (est) et 16B (ouest) |
|                |                 |       |       |        |                                                 |                                         |